# 권정생
권정생(權正生, 1937년 9월 10일~2007년 5월 17일)은 대한민국의 동화 작가, 수필가, 시인이었다. 그의 생전 주요 거주지는 대한민국 경상북도 안동시 일직면 조탑리였다. 대표작으로 《강아지똥》과 《몽실언니》 등이 있다. 140편의 단편동화, 5편의 장편동화, 5편의 소년소설(단편 1편 포함), 100편이 넘는 동시와 동요 외에도 80여편의 옛이야기를 재화 혹은 재창작하고, 150여 편에 이르는 산문을 남겼다.

## 생애
권정생은 일본 도쿄 시부야에서 가난한 노동자의 아들로 태어났다. 해방 후 경상북도 청송으로 귀국했다. 가난 때문에 재봉기 상회점원, 나무장수, 고구마장수 등을 하며 객지를 떠돌던 그는 5년 뒤인 1957년 경상북도 안동군 일직면 조탑리에 들어왔다. 그때 나이가 21세였다. 이후 25세 때에 지병인 결핵 때문에 집을 나갔다가, 1966년에 다시 정착하여 1982년까지 마을 교회 종지기로 살았다. 순수한 그는 마을 사람 누구나 좋아했으며, 교회학교 교사를 하면서 아이들에게 창작을 하여 동화를 구연하기도 했다. 강아지똥을 집필할 시기에는 그의 기도하던 자리가 표가 날 정도였다고 한다. 동화 작가로서 많은 인세를 받아 왔지만, 1983년 이후 직접 지은 5평짜리 오두막집에서 강아지와 둘이서 사는 검소한 삶을 실천하며 살다가 2007년 5월 17일 지병이었던 결핵과 신부전증이 합병증으로 악화되어 대구가톨릭대학교병원에서 71세의 나이로 사망했다. 생전에 장로교 신자였던 권정생은 믿음을 바탕으로 자연과 생명 그리고 어린이, 이웃 그리고 무고하게 고난 받는 이들에 대한 사랑을 작품의 주요 주제로 다뤄왔다. 결핵으로 오랜 기간 투병하다 숨진 것으로 알려졌지만 권정생씨의 동생 권정씨가 대구가톨릭대학교병원을 상대로 낸 손해배상청구 소송에서 고인의 6형제 중 한 명인 원고에게 고인의 위자료 3000만원 중 500만원을 지급하라”고 판결했다.

## 연보
- 1937년 일본 도쿄 도 시부야 구 혼마치에서 출생.
- 1946년 귀국. 생활고로 가족들이 뿔뿔이 흩어짐. 모친, 동생과 함께 청송에 있는 외가에서 지냄.
- 1947년 안동에 가족이 다시 모임.
- 1950년 6.25전쟁으로 가족이 몇해 동안 흩어져 지냄.
- 1951년 이 해부터 몇 년간 부산에서 재봉기 상회, 서점 등의 점원생활을 함.
- 1955년 결핵을 앓기 시작함. 이후 평생 병고를 겪게 됨.
- 1957년 결핵으로 피폐해진 몸으로 다시 고향으로 돌아옴.
- 1965년 집을 나와 대구, 김천, 상주, 문경, 점촌, 예천 등을 걸인으로 떠돌다 석달 뒤에 귀가함.
- 1967년 안동군 일직면 조탑리(조탑동)에 정착해 이 마을교회의 문간방에서 지내며 교회 종지기 일을 함.
- 1969년 동화〈강아지똥〉으로 월간 《천주교 교육》의 제1회 아동문학상 공모 당선
- 1971년 동화〈아기양의 그림자 딸랑이〉로 매일신문 신춘문예에 입선.
- 1973년 동화〈무명저고리와 엄마〉로 조선일보 신춘문예에 당선.
- 1975년 동화집《강아지똥》(세종문화사)을 펴냄. 제1회 한국아동문학상 수상.
- 1979년 동화집《사과나무밭 달님》(창작과비평사) 펴냄.

## 대표 작품
권정생의 작품은 대체로 종교적 믿음을 바탕으로 가난하고 소외된 것들에 대한 사랑을 아름답게 표현한 것으로 평가된다. 특히 처마 밑의 강아지 똥을 보고 썼다는 《강아지똥》과 절름발이 소녀의 꿋꿋한 이야기를 담은 《몽실언니》는 무시당하고 상처받는, 그리고 소외된 주인공들의 모습을 잘 그려내어 베스트셀러가 되기도 했다.
《강아지똥》은 닭과 진흙에게 무시를 당하고 스스로를 하찮게 여기던 강아지 똥이 민들레의 거름이 되어 자신의 소중함을 깨닫는 내용으로 많은 이들에게 감동을 주어 60만 부 이상이 팔렸으며, 현재 중학교 1학년의 국어교과서에도 실려있다.
《몽실언니》는 전쟁과 가난에 허덕이지만 어린 동생과 함께 꿋꿋히 버텨내는 한 절름발이 소녀의 감동적인 이야기로, 1984년 첫 출간 이래 100만 부가 넘게 팔렸다.
1990년에 MBC에서 드라마로도 방영되어 큰 인기를 끌었다.
창작동화 중 하나인 《황소아저씨》는 황소 아저씨가 엄마가 없는 생쥐남매들에게 여물을 먹이고, 자신의 따뜻한 품에서 잘 수 있게 해 주었다는 이야기로서, 이야기는 짧지만 동물을 사랑하는 작가의 따뜻한 마음이 잘 드러나는 작품이다. 이 동화는 금성문화사와 길벗 어린이에서 출판하였으며, 황소아저씨는 권정생 자신을 가리킨다는 평가가 있다.
《주요 작품집》
- 1974년 강아지똥
- 1975년 꽃님과 아기양들
- 1978년 사과나무밭 달님
- 1979년 까치 울던 날
- 1984년 하느님의 눈물
- 1984년 몽실언니
- 1985년 도토리예배당 종지기 아저씨
- 1990년 점득이네
- 1994년 하느님이 우리 옆집에 살고 있네요
- 1999년 밥데기 죽데기
- 2002년 슬픈 나막신
- 시집 『어머니 사시는 그 나라에는』(1988)과 소설집 『한티재 하늘 1-2』(1998) 등도 있다.[6]

## 평가
권정생이 아동문학계에 발을 내딛어 활동하던 대한민국의 1970년대는 ‘반공’과 ‘조국 근대화’를 표상으로 하는 체제 이데올로기의 영향이 사회 전반적으로 그 어느 때보다 강력한 시기였다. 이 무렵의 아동문학은 후대 이론가들에 의해, 국가적 교육 목표에 순응하는 교훈주의와 순수하고 착한 동심을 지향하는 일명 ‘동심천사주의’에 치우쳐 있었다는 지적을 받게 된다. 그런 시기에 권정생은 전쟁 후유증에 시달리는 사람들, 개발 일변도의 사회 분위기에 동화되지 못하고 변두리로 밀려난 사람들의 모습을 있는 그대로 보여주는 ‘리얼리즘적’ 글쓰기를 통해 가난한 이웃들에게 무한한 사랑으로 희망을 주고 고난 극복의 정신을 심어주어 아동문학계의 중요한 한 흐름을 선도한 작가로 평가되고 있다.
권정생은 삶과 문학이 한 몸을 이룬 작가로 일제강점기, 해방 그리고 6·25전쟁 등을 두루 체험하면서도 어느 한쪽의 이념이나 사상에 치우치지 않고, 왜곡된 역사인식과 시대의식을 작품에 담아냈다는 평가를 받고 있다. 또한 종교적 사상을 바탕으로 자기희생적 삶을 온몸으로 실천하는 개인사 덕분에 타계 이후에도 작품뿐 아니라 그의 삶 전반이 여전히 영향력이 큰 작가이기도 하다. 아울러 동화, 옛이야기, 동시, 동극, 산문, 평론뿐 아니라 수많은 기고문을 남기는 등 장르를 자유롭게 넘나들며 작품 활동을 했던 전방위 작가로도 뜻 깊은 사례를 남기고 있다.

## 수상 경력
- 1969년 - 제1회 기독교 아동문학상
- 1975년 - 제1회 한국아동문학상
- 1995년 - 제22회 새싹문학상

## 문학 속의 권정생
| “ | … 아이들 읽으라고 글 몇줄 남기고 어메 어메 여러번 외치다가 돌아가셨다 조선새는 모두가 운다 웃거나 노래하는 새는 한 마리도 없다 | ” |
|   | — 정희성. 〈권정생〉,《돌아다보면 문득》(문학과지성사, 2008)                                                                   |   |

## 죽음

### 마지막 책
권정생은 마지막 남은힘으로 랑랑별 때때롱이라는 책을 썼다.

### 유서
권정생은 세상을 뜨기 전, “인세는 어린이로 인해 생긴 것이니 그들에게 돌려줘야 한다. 굶주린 북녘 어린이들을 위해 쓰고 여력이 되면 아시아와 아프리카의 굶주린 아이들을 위해서도 써 달라. 남북한이 서로 미워하거나 싸우지 말고 통일을 이뤄 잘 살았으면 좋겠다”는 내용의 유서를 남겼다. 또한 자신의 집터를 허물어 다시 자연으로 돌려달라고 부탁했다.

### 권정생어린이문화재단
권정생의 뜻을 존중하며 유산관리자로 지목된 이들이 마음을 보태어 설립한 재단법인이다. 2011년부터 〈권정생창작기금〉을 시상했으며, 2018년 11월, 〈권정생문학상〉으로 이름을 바꾸었다.

### 권정생 동화나라
2014년 경상북도 안동시에는 그를 기리는 어린이 문학체험장 '권정생 동화나라'가 개관되었다.

## 같이 보기
- 이오덕